# The Man That Got Away
The Man That Got Away – ballada Judy Garland, pochodząca z filmu Narodziny gwiazdy, wydana w formie singla w 1954 roku. Tekst piosenki ułożył Ira Gershwin, muzykę skomponował Harold Arlen. Utwór opowiada o tęsknocie kobiety za ukochanym mężczyzną, który odszedł. „The Man That Got Away” stał się jednym ze sztandarowych utworów z repertuaru Judy Garland.
„The Man That Got Away” nominowano do Oscara za najlepszą oryginalną piosenkę filmową, lecz nagrodę przyznano Jule’owi Styne’owi i Sammy’emu Cahnowi za „Three Coins in the Fountain” z filmu Trzy monety w fontannie. W 2004 roku Amerykański Instytut Filmowy umieścił „The Man That Got Away” na 11. miejscu listy 100 najlepszych piosenek filmowych.